# Cimetières militaires soviétiques en Allemagne

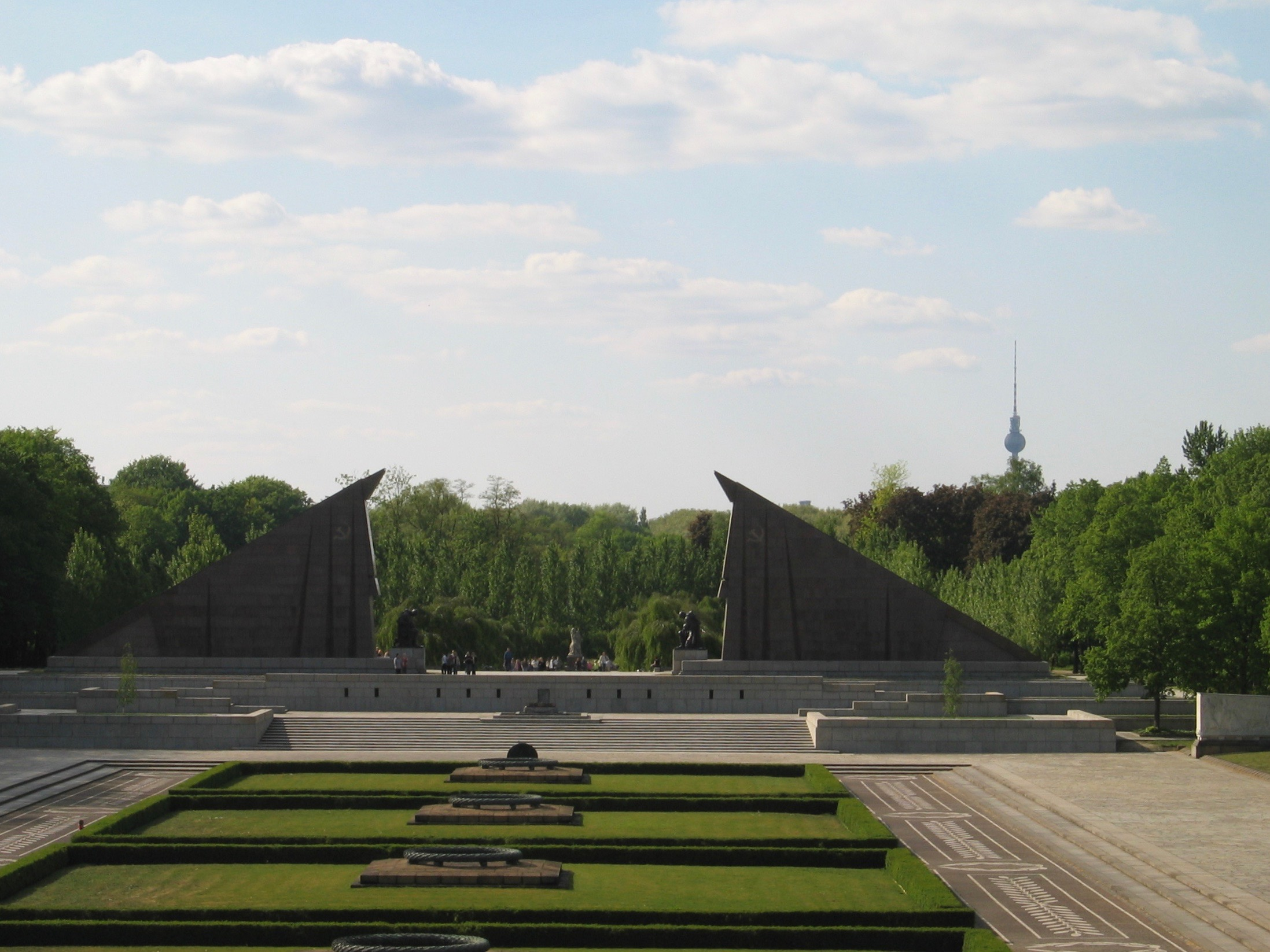
Vue du cimetière militaire soviétique au parc de Treptow de Berlin.

Les cimetières militaires soviétiques en Allemagne regroupent, avec les cimetières militaires russes de la Première Guerre mondiale tués sur les territoires allemands, les tombes de 740 000 corps de soldats. Ceux-ci sont représentés en 2009 par la fédération de Russie, malgré le fait que les régimes de ces deux pays (l'Empire russe et l'URSS) n'existent plus et que les frontières sont différentes. Les soldats ou victimes soviétiques du travail forcé dans l'Allemagne du Troisième Reich sont aussi pour un certain nombre issus des anciennes républiques soviétiques aujourd'hui indépendantes.
Ces cimetières peuvent être de petits carrés communaux ou de grands cimetières comme le Mémorial soviétique du Tiergarten à Berlin ou celui de Treptow dans l'ancien Berlin-Est. Ce sont aussi de petits cimetières de prisonniers de guerre à proximité de camps, comme le cimetière soviétique de Chemnitz ou de grands espaces verts, comme le cimetière des prisonniers de guerre soviétiques au camp de Bergen-Belsen.
Ces lieux, principalement ceux situés dans l'ancienne RDA, étaient l'objet de grandes manifestations de solidarité avec l'URSS chaque 8 mai, date de la signature de la paix avec les alliés (elle est fêtée le lendemain en Russie, la signature ayant eu lieu à minuit).
Ces lieux sont entretenus par l'Allemagne, selon l'accord du 16 décembre 1992, entre la fédération de Russie et l'Allemagne et celui de 1996 entre l'Ukraine et l'Allemagne.

## Liste des cimetières

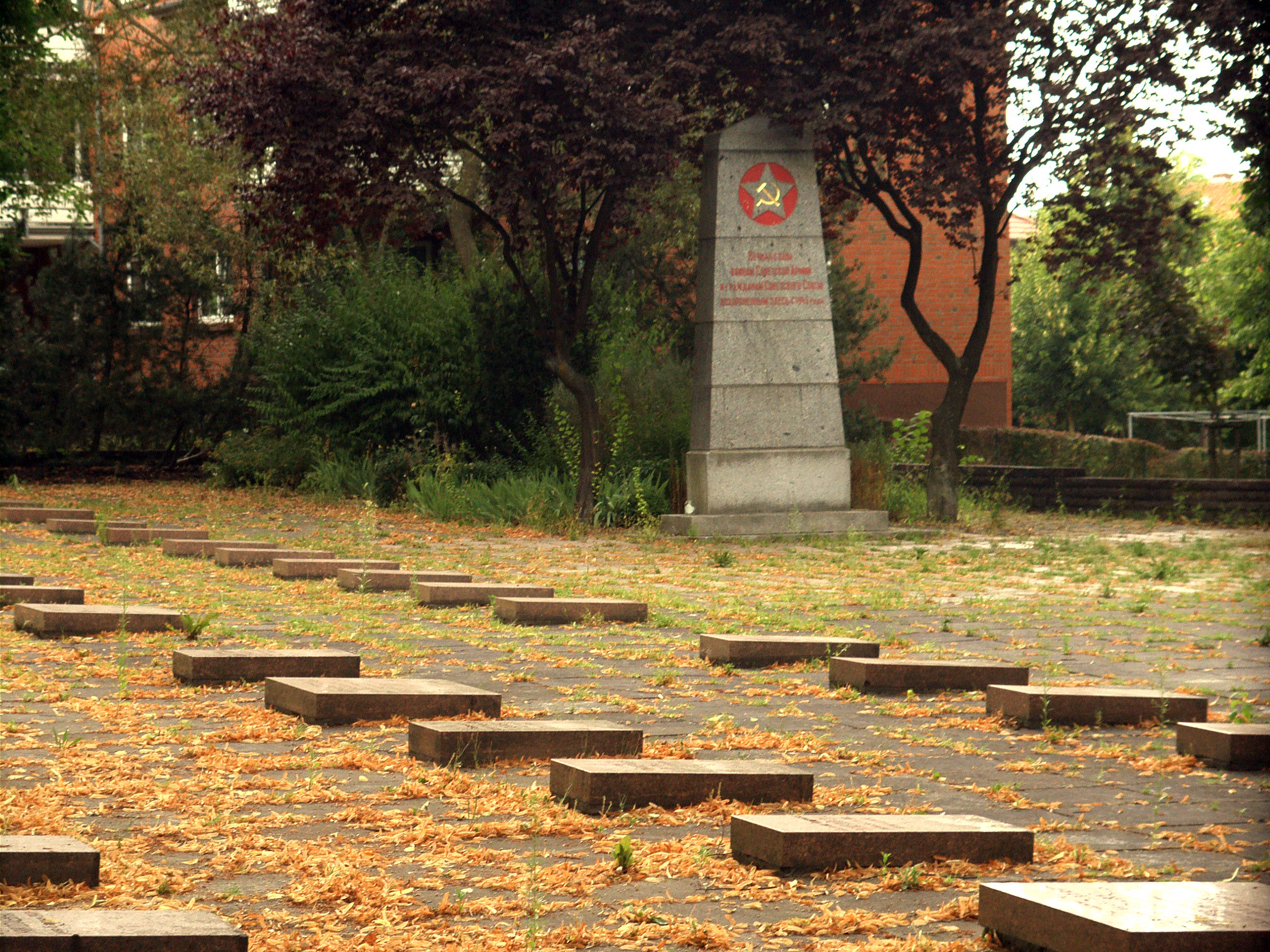
Le cimetière soviétique de Hagenow

Il y a 850 lieux et cimetières militaires dans l'Est de l'Allemagne qui regroupent les tombes de 420 000 soldats, prisonniers de guerre, etc.
dont les dépouilles de :
- 400 000 soldats de l'Armée rouge
- 2 100 prisonniers de guerre russes de la Première Guerre mondiale
- 17 000 soldats soviétiques et leurs familles faisant partie en 1945 du Westgruppe.

Il y a 2 750 lieux de sépulture dans l'Ouest de l'Allemagne où l'Armée rouge a pris part aux combats dont les dépouilles de :
- 340 000 soldats de l'Armée rouge et travailleurs forcés.

Les lieux les plus connus sont :
- Le cimetière des prisonniers soviétiques du camp de Bergen-Belsen à Hörsten : 50 000 morts
- Berlin : les trois grands cimetières soviétiques de Tiergarten, de Treptow et de Schönholzer Heide, respectivement de 13 000, de 5 000 et de 2 500 morts.
- Le cimetière soviétique de Chemnitz de 1 130 tombes de prisonniers.
- Le cimetière de Clausthal-Zellerfeld
- Le cimetière soviétique de Dresde
- Le carré soviétique de Gotha
- Le cimetière de Hambourg-Bergedorf où reposent 651 prisonniers de guerre soviétiques de 1941-1942 du camp de concentration de Neuengamme, où furent déportés 35 000 citoyens soviétiques
- Le cimetière de Stukenbrock-Senne où reposent 65 000 prisonniers de guerre et travailleurs forcés
- Le cimetière de Zeithain-Riesa, où reposent 75 000 prisonniers de guerre soviétiques